# Arno Nitschmann
Arno Nitschmann (* 18. November 1882 in Adlig Kessel; † 1945) war ein deutscher Unternehmer und Politiker (NSDAP).
Nitschmann schloss sein Studium als Diplom-Ingenieur ab und wurde Unternehmer (Ostland-Werke in Königsberg (Preußen)-Metgehen). Er trat zum 1. Februar 1929 in die NSDAP ein (Mitgliedsnummer 112.581) und förderte die ostpreußische NSDAP früh finanziell. Ab Anfang 1930 war er Vorsitzender des Gau-Untersuchungs- und Schlichtungsausschusses der NSDAP Ostpreußen. 1933 war er für den Kreis Königsberg und die NSDAP Mitglied im letzten Provinziallandtag der Provinz Ostpreußen. Im Oktober 1934 wurde er wegen früherer Logenzugehörigkeit vom Parteigericht bestraft. 1935 war er Gauamtsleiter (Amt für Technik).
In einer im Ostpreußenblatt 1950 erschienenen Todesanzeige gibt ein Sohn Nitschmanns unter anderem bekannt, dass sein Vater im April 1945 von Rotarmisten erschossen worden sei.